# Campeonato Europeo de Patinaje Artístico sobre Hielo de 1899
El VI Campeonato Europeo de Patinaje Artístico sobre Hielo se realizó en Davos (Suiza) en enero de 1899. Fue organizado por la Unión Internacional de Patinaje sobre Hielo (ISU) y la Federación Suiza de Patinaje sobre Hielo.

## Resultados
| Puesto | Nombre         | País    |
| ------ | -------------- | ------- |
| Oro    | Ulrich Salchow | Suecia  |
| Plata  | Gustav Hügel   | Austria |
| Bronce | Ernst Fellner  | Austria |

## Medallero
| Núm. | País    | Oro | Plata | Bronce | Total |
| ---- | ------- | --- | ----- | ------ | ----- |
| 1    | Suecia  | 1   | 0     | 0      | 1     |
| 2    | Austria | 0   | 1     | 1      | 2     |
|      | TOTAL   | 1   | 1     | 1      | 3     |